# David Childs
Pour les articles homonymes, voir Childs.
David Magie Childs est un architecte américain né le 1er avril 1941 à Princeton (New Jersey) et mort le 26 mars 2025 à Pelham (New York).

## Biographie

### Formation
- Deerfield Academy (1959)
- Yale College (1963)
- Yale School of Architecture (1967)

### Carrière

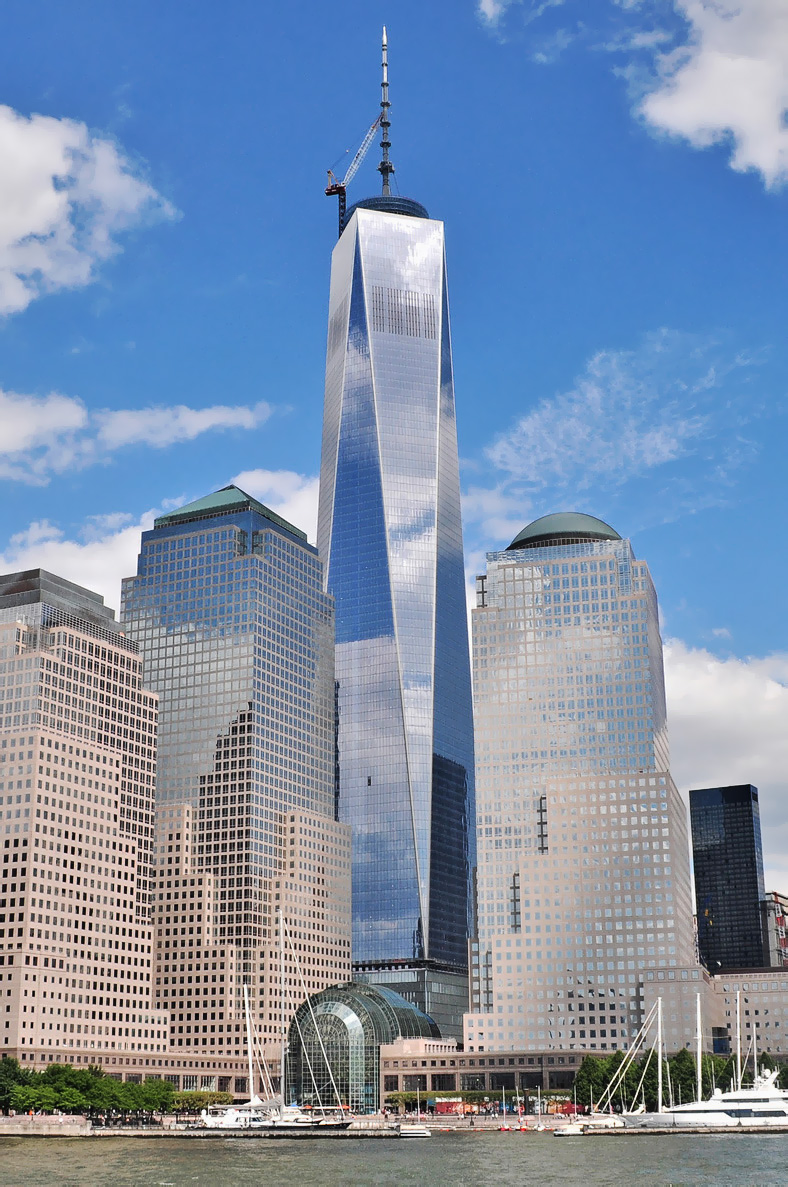
One World Trade Center, New York City.

David Childs est Consulting Design Partner du cabinet d'architectes Skidmore, Owings and Merrill qui réalise des projets dans le monde entier. Il a travaillé sur la One World Trade Center (Freedom Tower), qui remplace les tours jumelles du World Trade Center. La construction prévue pour être bouclée en 2011 pour les 10 ans de l'attentat du World Trade Center fut finalement terminée en 2013.

### Mort
Le 26 mars 2025, David Childs est décédé à Pelham dans l'État de New York des suites de complications liées à la démence à corps de Lewy à l'âge de 83 ans.

## Distinction
- New York Institute of Technology : Docteur honoris causa (2006)

## Projets chez Skidmore, Owings & Merrill

### Washington, DC (1971-1984)
- Le siège de National Geographic
- 1300 New York Avenue
- La station de métro Metro Center du métro de Washington
- Le siège de U.S. News & World Report
- Hotels Four Seasons, Regent et Park Hyatt
- Extension du terminal principal de l'aéroport Dulles

### Projets à New York (1984-2025)

#### Construits
- Worldwide Plaza

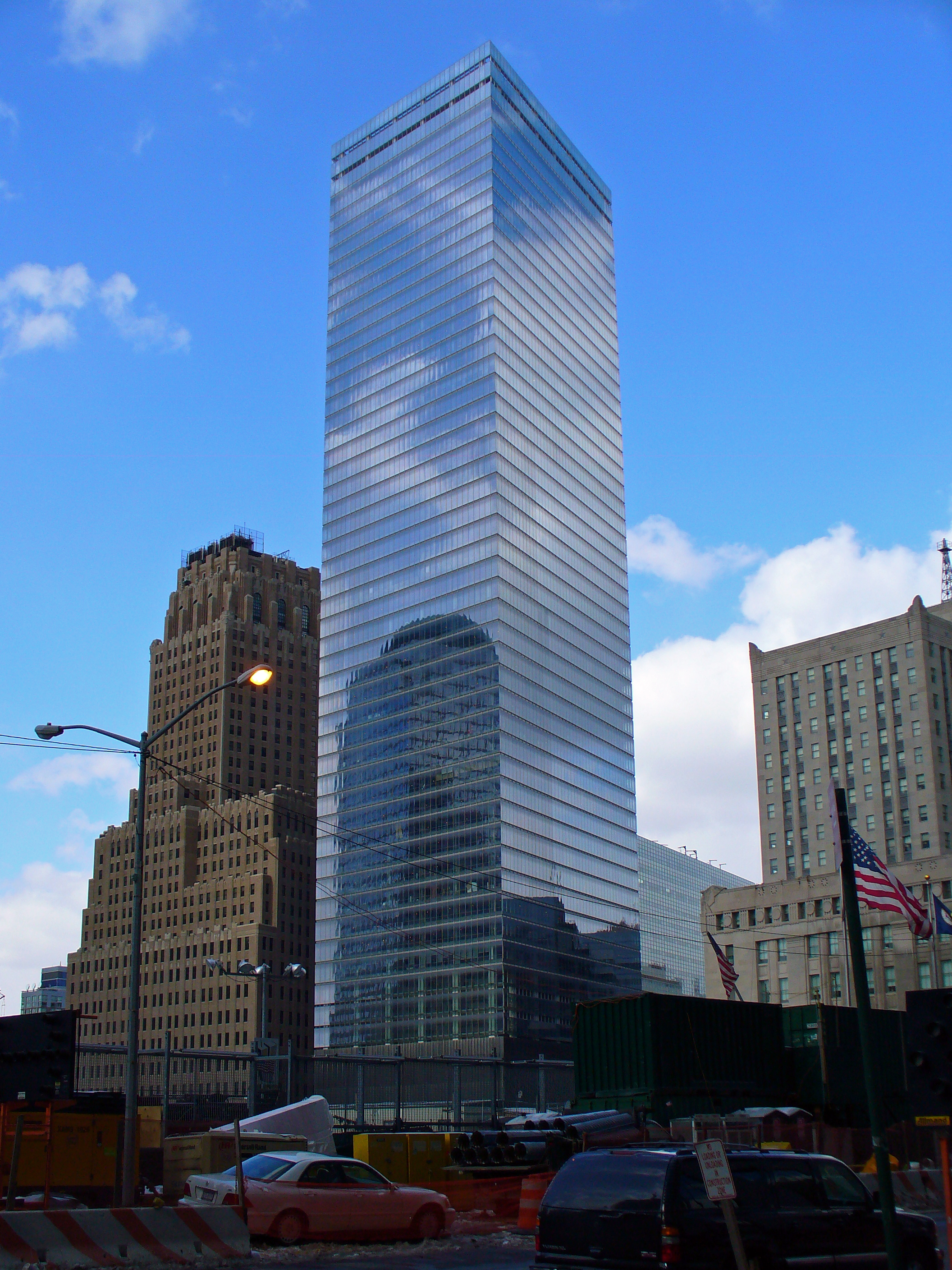
7 World Trade Center, New York City.

- 450 Lexington Avenue à Grand Central Station
- Bertelsmann Tower à Times Square
- New York Mercantile Exchange
- Le terminal des arrivées de l'aéroport John F. Kennedy
- Le siège de Bear Stearns (383 Madison Avenue)
- 7 World Trade Center
- Time Warner Center at Columbus Circle
- Freedom Tower

#### Planifiés
- Le nouveau New York Stock Exchange
- La nouvelle gare Pennsylvania Station (Moynihan Station) à l'immeuble James Farley Post Office
- Rénovation du Lever House
- Tour du Boston Properties à Times Square

### Autres
- Ambassade des États-Unis à Ottawa